# Galgenen
Galgenen és un municipi del cantó de Schwyz, situat al districte de March.